# São Miguel do Araguaia (microregio)
São Miguel do Araguaia is een van de 18 microregio's van de Braziliaanse deelstaat Goiás. Zij ligt in de mesoregio Noroeste Goiano en grenst aan de deelstaten Mato Grosso in het westen en Tocantins in het noorden, de mesoregio's Norte Goiano in het oosten en Centro Goiano in het zuidoosten en de microregio Rio Vermelho in het zuidwesten. De gemeenschappelijke westgrens van de deelstaat en de microregio wordt gevormd door de Araguaia. De microregio heeft een oppervlakte van ca. 24.381 km². Midden 2004 werd het inwoneraantal geschat op 75.253.
Zeven gemeenten behoren tot deze microregio:
- Crixás
- Mozarlândia
- Mundo Novo
- Nova Crixás
- Novo Planalto
- São Miguel do Araguaia
- Uirapuru

Mesoregio's: Centro Goiano · Leste Goiano · Noroeste Goiano · Norte Goiano · Sul Goiano

Microregio's: Anápolis · Anicuns · Aragarças · Catalão · Ceres · Chapada dos Veadeiros · Entorno de Brasília · Goiânia · Iporá · Meia Ponte · Pires do Rio · Porangatu · Quirinópolis · Rio Vermelho · São Miguel do Araguaia · Sudoeste de Goiás · Vale do Rio dos Bois · Vão do Paranã